# Wenn die bunten Fahnen wehen
Wenn die bunten Fahnen wehen ist ein Fahrtenlied, das 1932 von Alfred Zschiesche verfasst und 1933 vom Nerother Wandervogel veröffentlicht wurde. Nach dem Verbot der Wandervögel im selben Jahr wurde das Lied in verkürzter Fassung von den Nationalsozialisten adaptiert und ohne Nennung des Autors veröffentlicht. In den Jahrzehnten nach dem Zweiten Weltkrieg war das Lied eines der bekanntesten volkstümlichen Lieder in der Bundesrepublik Deutschland und gehörte zum Repertoire unter anderem von Heino und dem Montanara-Chor.

## Geschichte
Im Dezember 1932 sah der Lehramtsstudent Alfred Zschiesche (1908–1992) in Wiesbaden eine vom Nerother Wandervogel organisierte Aufführung des Dokumentarfilms Iguassu, das Große Wasser über eine Reise von Nerother Wandervögeln durch Südamerika. Begeistert von den Aktivitäten der Wandervögel, trat Zschiesche unmittelbar darauf dem Nerother Wandervogel bei und verfasste Text und Melodie des Liedes Wenn die bunten Fahnen wehen, das Anfang 1933 im Liederbuch des Nerother Wandervogels beim Plauener Verleger Günther Wolff veröffentlicht wurde. Nach der Machtübernahme der Nationalsozialisten wurden im Zuge der Gleichschaltung der Jugendorganisationen die Wandervögel und die Bündische Jugend verboten. Noch 1936 erschien bei Günther Wolff ein Liederbuch mit „Klampfenliedern“ von Zschiesche unter dem Titel Wenn die bunten Fahnen wehen. Bald darauf entzogen die Nationalsozialisten Wolff die Lizenz und beschlagnahmten die Bücher in der Verlagsräumen. Die Nationalsozialisten adaptierten das inzwischen beliebte Lied und brachten es ab 1935 ohne die dritte Strophe, in der direkt auf die Wandervögel Bezug genommen wurde, und ohne Nennung des Autors („aus mündlicher Überlieferung“, Gustav Schulten: Der Ring, Potsdam 1935) in eigenen Publikationen für die Hitlerjugend und die Wehrmacht (Hans Baumann: Liederbuch der deutschen Soldaten) heraus. Andererseits wurde das ungekürzte Lied von verbotenen Jugendgruppen im Untergrund und im KZ Sachsenhausen gesungen, wo der Gründer des Nerother Wandervogels Robert Oelbermann ab 1937 einsaß (und 1941 starb) und ein handschriftliches Liederbuch mit unter anderem allen vier Strophen von Wenn die bunten Fahnen wehen kursierte.
Nach Kriegsende blieb Wenn die bunten Fahnen wehen populär und wurde in Westdeutschland bei den Pfadfindern und in der kirchlichen Jugendarbeit gesungen. Seitdem das Lied 1965 in die Mundorgel aufgenommen wurde, nahm die Bekanntheit des Liedes rapide zu. Hierzu trug auch bei, dass Heino und der Montanara-Chor das Lied in ihr Repertoire aufnahmen und es auf Schallplatten verbreiteten. Das Lied fand Eingang in das bis 2017 an die Soldaten der Bundeswehr ausgegebene Liederbuch Kameraden singt!. Laut einer Umfrage des Instituts für musikalische Volkskunde 1975 war Wenn die bunten Fahnen wehen in der Bundesrepublik Deutschland das am fünftmeisten bekannte Lied: 73,4 % der Befragten kannten es, und von diesen sangen es 21,2 % gern.
In der DDR wurde das Lied unter anderem im offiziellen FDJ-Liederbuch Leben – Singen – Kämpfen und in Bernd Pachnickes Deutsche Volkslieder (Edition Peters) abgedruckt und gehörte zum Repertoire des Gerd Michaelis Chors, der es 1971 auf die Langspielplatte Jetzt kommen die lustigen Tage (Amiga) einsang.

## Liedtext
Laut Eckhard John ist der Liedtext „geprägt von Fernweh, Reiselust und Naturbegeisterung“ und „atmet gänzlich den Geist der bündischen Jugendbewegung“.
In der ersten Strophe wird die Fahrt übers Meer unter wehenden „bunten Fahnen“ in ferne Länder besungen. In der zweiten Strophe wird auf das Erlebnis der Wettererscheinungen Bezug genommen. Die dritte Strophe besingt die „wilden Wandervögel“, die durch die Nacht marschieren und ihre Lieder „schmettern“, dass „die Welt vom Schlaf erwacht“. Die vierte Strophe beschreibt (im Kontrast zu ersten) die Sinneseindrücke einer Bergwanderung.

## Melodie
Die eingängige Melodie im Viervierteltakt macht das Lied sehr geeignet zum Marschieren, und so wurde es in der NS-Zeit in mehrere Soldaten-Liederbücher aufgenommen und später auch bei der Bundeswehr gesungen.

## Kontrafaktur und Parodie
Bereits während des Zweiten Weltkriegs gab es eine Umdichtung des Liedes als Brüder macht euch auf zum Streite (Granatwerferlied). In der Schweiz erschien 1945 eine katholische Kontrafaktur („Bergsteigerlied“). Anlässlich der Proteste gegen den NATO-Doppelbeschluss erschien 1982 von den Drei Tornados eine Parodie des Liedes unter dem Titel Pershings Zapfenstreich (Wenn die schlanken Pershings fliegen).